# Église anglicane Saint-Paul (Lac-Brome)
Pour l’article homonyme, voir Église Saint-Paul.
L'église anglicane Saint-Paul est située à Knowlton dans la ville de Lac-Brome en Estrie au Québec. 

## Histoire
En 1843, une première église accueille les fidèles dans la paroisse anglicane créée l'année précédente. L'église est située sur la rue Saint-Paul dans le village de Knowlton à Lac-Brome. Devenue trop petite, elle est remplacée par une nouvelle église construite en 1892. Détruite en 1941, elle est remplacée par l'église actuelle, d'après les plans de l'architecte Christie Ludlow Douglas. Respectant le plan des églises précédentes, elle est construite en pierres claires données par les agriculteurs de la région. Une horloge orne la tour. Des vitraux sont installés aux fenêtres, dont un signé par Guido Nincheri.
L'église Saint-Paul fait partie du noyau institutionnel de Knowlton.

## Galerie

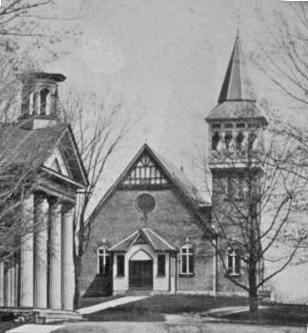
La première église Saint Paul vers 1905-1920.
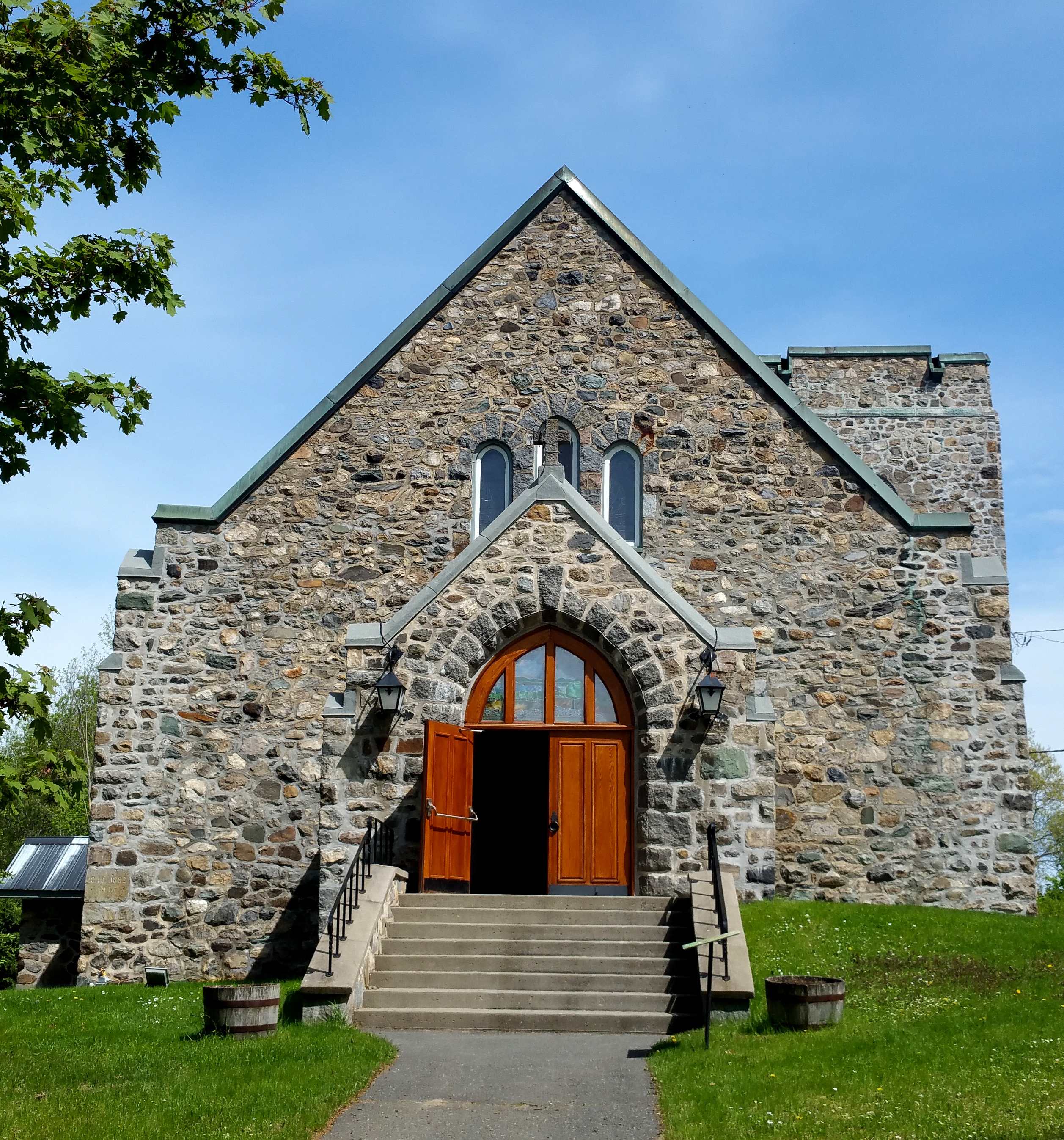
Vue de la façade
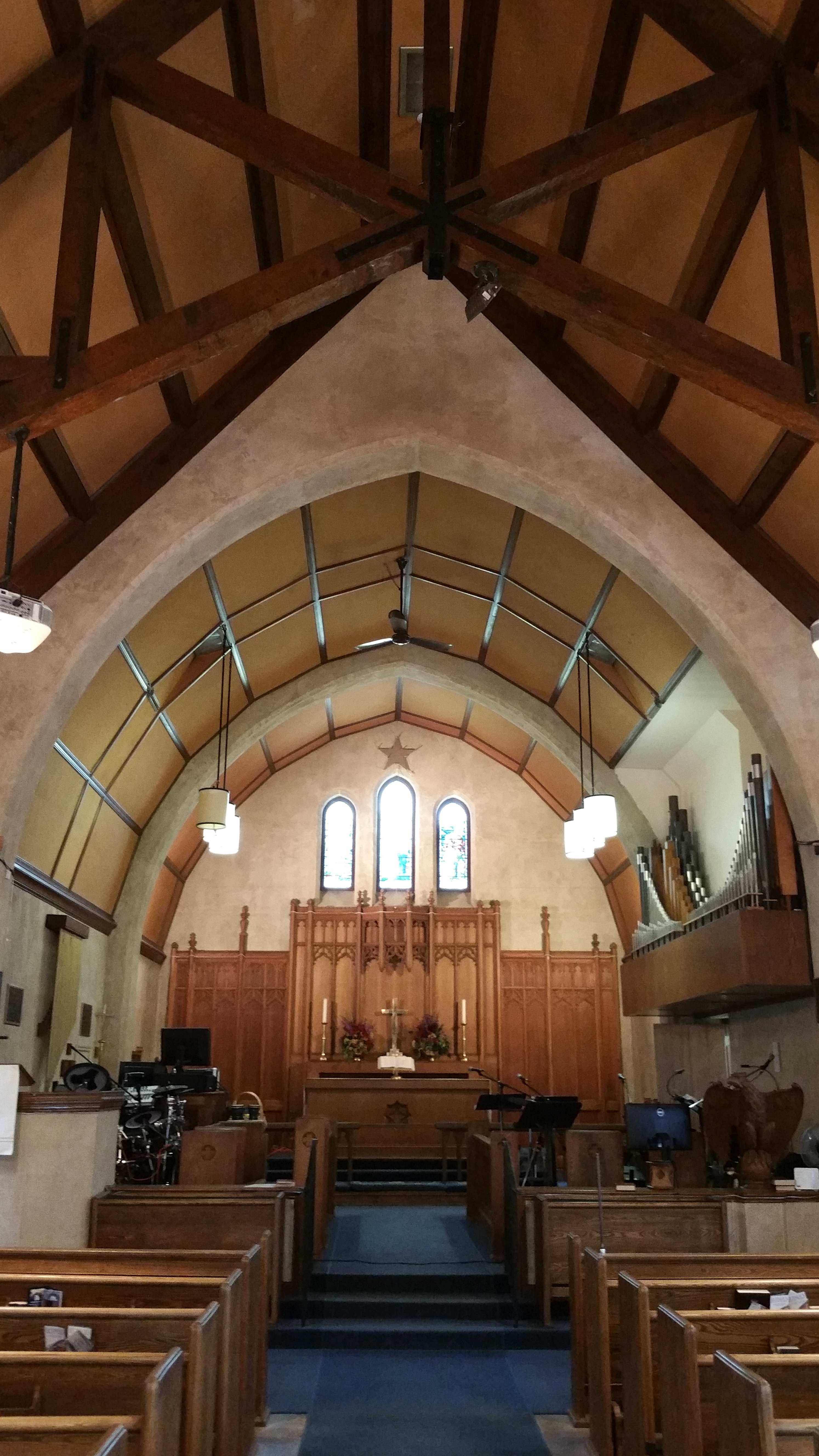
Vue de l'intérieur